# Asumajärvi
Asumajärvi är en sjö i kommunen S:t Michel i landskapet Södra Savolax i Finland. Sjön ligger 100,7 meter över havet. Arean är 52 hektar och strandlinjen är 5,93 kilometer lång. Sjön  ingår i Vuoksens huvudavrinningsområde.   Den ligger omkring 31 kilometer sydöst om S:t Michel och omkring 210 kilometer nordöst om Helsingfors. 
I sjön finns ön Mustasaari. 